# (6435) Daveross
(6435) Daveross es un asteroide perteneciente al cinturón interior de asteroides descubierto por Eleanor Francis Helin y R. Scott Dunbar desde el observatorio del Monte Palomar, Estados Unidos, el 24 de febrero de 1984.

## Designación y nombre
Daveross se designó inicialmente como 1984 DA.
Más adelante, en 2000, fue nombrado en honor de David Justin Ross.

## Características orbitales
Daveross orbita a una distancia media de 1,92 ua del Sol, pudiendo acercarse hasta 1,809 ua y alejarse hasta 2,03 ua. Tiene una inclinación orbital de 23,44 grados y una excentricidad de 0,05756. Emplea en completar una órbita alrededor del Sol 971,4 días. El movimiento de Daveross sobre el fondo estelar es de 0,3706 grados por día.
Daveross forma parte del grupo asteroidal de Hungaria.

## Características físicas
La magnitud absoluta de Daveross es 15 y el periodo de rotación de 51,25 horas.